# Чеберяко Оксана Вікторівна
Чеберяко Оксана Вікторівна (нар. 9 листопада 1977, м. Київ) — доктор історичних наук, кандидат економічних наук, профессор Київського Національного університету імені Тараса Шевченка.

## Життєпис
Освіта і наукові ступені
У 1999 закінчила Київський національний університет імені Тараса Шевченка, економічний факультет за спеціальністю «Фінанси і кредит»;
У 2004 здобула науковий ступінь кандидата економічних наук (спеціальність 08.04.01 — фінанси, грошовий обіг і кредит), кандидатська дисертація на тему: «Міжбюджетні відносини в унітарній бюджетній системі України»;
У 2005 закінчила Академію праці і соціальних відносин Федерації профспілок України, юридичний факультет за спеціальністю «Правознавство»;
У 2013 здобула науковий ступінь доктора історичних наук (спеціальність 07.00.01 — історія України), докторська дисертація на тему: «Бюджетна система в УСРР 1920-х рр.: організаційно-правові та соціально-економічні основи функціонування».
Кар'єра
З 1998 по 2001 працювала фінансовим менеджером СП «Нафта —Україна»;
З 2001 —2003 рр.  — фінансовий менеджер ТОВ «Нафта —Україна —Груп»;
З 2001 —2004 рр.  — викладач кафедри економіки підприємства Переяслав-Хмельницького державного педагогічного університету ім. Г.Сковороди;
З 2004 —2005 рр.  — асистент кафедри «фінансів, грошового обігу та кредиту» Київського Національного університету імені Тараса Шевченка;
З 2005 —2009 рр.  — доцент кафедри «фінансів, грошового обігу та кредиту» Київського національного університету імені Тараса Шевченка;
З 2009 р. і дотепер — доцент кафедри «фінансів» Київського національного університету імені Тараса Шевченка, викладає курси «Фінанси», «Державні фінанси», «Бюджетний менеджмент», «Фінансовий ринок».

## Наукові інтереси
- Бюджетна система в УСРР за часів НЕПу;
- Бюджетні системи та міжбюджетні відносини, стратегії їх реформування;
- Особливості розвитку фінансового та страхового ринків в Україні;
- Діяльність фінансових посередників в умовах глобалізації.

## Публікації
Основні публікації
- Чеберяко О. В. Міжбюджетні відносини в умовах державного унітаризму України: Монографія. — К.: Світогляд, 2004.  —190с.
- Чеберяко О. В. Бюджетна система в УРСР 1920-х рр.: організаційно-правові та соціально-економічні основи функціонування: Монографія.  — К.: Нілан —ЛТД, 2012.  — 438 с.
- Цінні папери: підручник за ред. В. Д. Базилевича. — К.: Знання, 2011. —1094с.(у співавт.)
- Цінні папери (практикум): навч. посіб. за ред. В. Д. Базилевича.  — К.: Знання, 2013. —791с. + ком пакт-диск (у співавт.)
- Історія в термінах і поняттях: довідник: Навч.посіб. / За загал. ред. Орлової Т. В.-Вишгород: ПП Сергійчук М. І., 2014. —723 с.

Інші публікації
- Чеберяко О. В. Навчально-методичний комплекс з курсу «Бюджетна система» для студентів Ш курсу економічного факультету денної та заочної форми навчання зі спеціальностей: 7.050104 «Фінанси», 7.050105 «Банківська справа». —К.:АПСВ,2006.-64с.
- Чеберяко О. В. Навчально-методичний комплекс з курсу «Бюджетний менеджмент» для студентів економічного факультету денної та заочної форми навчання зі спеціальностей: 7.050104 «Фінанси», 7.050105 «Банківська справа». — К.:АПСВ,2006. — 80с.
- Чеберяко О. В. Фінанси. Навчально-методичний комплекс з курсу «Фінанси» для слухачів за спеціальностями: 7.050104 «Фінанси», 7.050106 «Облік і аудит».  — К., 2008.  —25с.
- Чеберяко О. В. Методичні вказівки до виконання курсової роботи з курсу «Фінанси» для слухачів за спеціальністю 7.050104 «Фінанси».  — К., 2008.  — 22с.
- Збірник тестів та ситуаційних завдань для самостійного вивчення навчальних дисциплін напряму підготовки «Фінанси і кредит» для студентів коледжу /За заг.ред. проф. В. І. Грушка/. — К.: Університет економіки та права «КРОК», 2011.  —Частина 1.  —94с. (у співавт.)
- Збірник тестів та ситуаційних завдань для самостійного вивчення навчальних дисциплін напряму підготовки «Фінанси і кредит» для студентів коледжу /За заг.ред. проф. В. І. Грушка / — К.: Університет економіки та права «КРОК», 2011.  —Частина 2.  — 108 с. (у співавт.)
- Фінанси: навчально-методичний комплекс для студентів всіх спеціальностей економічного факультету /упорядники Ю. Л. Субботович, Л. М. Демиденко, Р. В. Рак, О. В. Чеберяко, О. Б. Яфінович/ К.:Видавничо-поліграфічний центр «Київський університет», 2012.  —138 с. (у співавт.)
- Державні фінанси: навчально-методичний комплекс для студентів економічних спеціальностей/упорядник О. В. Чеберяко.  —К.:Видавничо-поліграфічний центр «Київський університет», 2013.  — 39 с.
- Фінансовий ринок: навчально-методичний комплекс для студентів спеціальності 7.03050801 «Фінанси і кредит» /упорядник О. В. Чеберяко.  — К.:Видавничо-поліграфічний центр «Київський університет», 2013.  — 27 с.
- Чеберяко О. В. Податки у регулюванні доходів різних ланок бюджетної системи // Економіка АПК. Міжнародний науково-виробничий журнал.  — 2003.  — № 8.  —С. 80 —85.
- Чеберяко О. В. Фінансова підтримка місцевих бюджетів в умовах бюджетного унітаризму в Україні // Фінанси України. Науково-теоретичний та інформаційно-практичний журнал.  —2005.-№ 9.  —С.13 —20.
- Чеберяко О. В. Бюджетний унітаризм: деякі теоретичні аспекти // Вісник Київського Національного університету імені Тараса Шевченка. Економіка.  —№ 80.  —Київ,2005.  —с.42 —46.
- Чеберяко О. В. Проблеми недержавного пенсійного страхування // Вісник Київського Національного університету імені Тараса Шевченка. Економіка.  —№ 81 —82.  — К., 2006.  — С.14 —16.
- Чеберяко О. В., Версаль Н. І. Роль асоціацій у регулюванні діяльності фінансових посередників. Формування ринкових відносин в Україні.  —2007.  —№ 1(68).  —С.34 —39.
- Чеберяко О. В. Державне регулювання міжбюджетних відносин. Вісник Київського Національного університету імені Тараса Шевченка. Економіка.  — № 92.  — К., 2007.  — С. 17 —20.
- Чеберяко О. В. Місцеві бюджети: забезпечення фінансової самостійності в умовах бюджетного унітаризму. Економічний вісник університету. Збірник наукових праць.- Вип.1.-Переяслав-Хмельницький., 2007.  —С.216 —223.
- Чеберяко О. В. Сегментація страхового ринку. Вісник Київського Національного університету імені Тараса Шевченка. Економіка.  — № 95.  — К., 2007.  — С. 80 —84.
- Чеберяко О. В., Коляда Т. А. Особливості формування та оподаткування доходів страховика: реалії та перспективи розвитку. Вісник Київського Національного університету імені Тараса Шевченка. Економіка.  — № 102.  —К., 2008.  — С. 25 —30.
- Чеберяко О. В. Специфіка і перспективи розвитку страхового ринку України. Вісник Чернівецького Національного університету імені Ю. Федьковича. Економіка. Чернівці, 2008.  —№ 368 —369.  —С. 120 —125.
- Чеберяко О. В., Смаль А. П. Роль маркетингу в підвищенні ефективності страхування та його особливості. Вчені записки Університету «КРОК» // Університет економіки та права «КРОК».  —Вип. 18.  —Т.2.  —К., 2008.  — С. 251 —258.
- Чеберяко О. В., Капущак Т. С. Особливості пенсійного забезпечення в Україні. // Економічний вісник університету. Збірник наукових праць учених та аспірантів: матеріали ІІІ-ї Міжнародної науково-практичної конференції.  — Переяслав-Хмельницький., 2010.  —Т.1.  —С.156 —161.
- Чеберяко О. В., Капущак Т. С. Запровадження накопичувальної системи загальнообов'язкового державного страхування // Економічний вісник Донбасу.  —2010.-№ 2(20).  —С.135 —139.
- Чеберяко О. В. Сутність і класифікація міжнародних облігацій // Вісник Київського Національного університету імені Тараса Шевченка. Економіка.  — № 127.  — К., 2011.  — С.25 —31.
- Чеберяко О. В. Правове регламентування міжбюджетних відносин в Україні // Фінансове право в ХХІ сторіччі: здобутки і перспективи: Збірник наукових праць за матеріалами науково-практичної конференції, 4 —7 жовтня 2011 року . Ч. 2.  — НДІ Фінансового права.  — К.: АЛЕРТА, 2011.  — С. 324 —331.
- Чеберяко О. В. Особливості формування державного бюджету УСРР 1922/23 рр. // Гілея: науковий вісник. Збірник наукових праць. / Гол. ред. В. М. Вашкевич.  — К., 2011.  — Вип. 50 (№ 8).  — С. 127 —133;
- Чеберяко О. В. Створення політично-правових основ формування союзного і республіканського бюджетів у 1920-х роках // Гілея: науковий вісник. Збірник наукових праць. / Гол. ред. В. М. Вашкевич.  — К., 2011.  — Вип. 51(№ 9).  — С. 64 —74;
- Чеберяко О. В. Джерела фінансування державної промисловості в УСРР другої половини 1920-х рр.: пріоритети бюджетної політики // Вісник Черкаського університету. Серія історичні науки.  — № 9 (222). 2012.  — Черкаси: Черкаський національний університет імені Богдана Хмельницького, 2012.  — С.88 —98;
- Чеберяко О. В. Доходи бюджету УСРР 1925 —1929 рр. (До питання про «колоніальний стан України в Союзі») // Часопис української історії / За ред. доктора історичних наук, професора А. П. Коцура.  — К., 2012.  — Вип. 23.  — С.32 —38.
- Чеберяко О. В. Бюджети УСРР 1920-х рр.: структура, функції, еволюція // Вісник Харківського національного університету імені В. Н. Каразіна.  — 2012.  — № 1005: Сер. «Історія».  — Вип. 45.  — С. 145 —156.
- Oksana Czeberiako. Reforma administracyino-teritorialna 1925 roku w USSR oraz problem budzetow terenowych // Biuletyn ukrainoznawczy (Українознавчий бюлетень).  — Przemysl, 2012.  — № 15. C. 118 —131.
- Чеберяко О. В., Смаль А. П. Вплив макроекономічних показників на фінансування потреб оборони держави // Вісник Київського Національного університету імені Тараса Шевченка. Економіка, 2012.  — № 138.  — С. 45 —49.
- Чеберяко О. В. Страхові компанії як професійні учасники ринку цінних паперів // Збірник наукових праць національного університету ДПС України. Економічні науки, № 2.  — К., 2012.  — С. 255 —267.
- Чеберяко О. В. Подоходно-имущественный налог как источник доходов государственного бюджета УССР в 1920 —е гг. // Веснік БДУ. Науковы часопіс Беларускага дзяржаунага універсітэта.  — Серыя 3. Гісторыя. Эканоміка. Права.  — 2013.  — № 1.  — С.27 —31.
- Чабарака Аксана. Бюджэтнае і крэдытнае фінансаванне сельскай гаспадаркі Украінскай ССР у 1920 —я гады // Беларускі гістарычны часопис.  — 2013.  —№ 2 (163).  — С.31  — 36.
- Чеберяко О. В. Бюджетна система в УРСР (1919 —1923 рр.): від «воєнного комунізму» до непу // Українська революція 1917 —1921 років: погляд із сьогодення.  — К., 2013.  — С.250 —260.
- Чеберяко О. В., Рябоконь О. О. Актуальні проблеми в сфері формування та виконання місцевих бюджетів// Вісник Київського Національного університету імені Тараса Шевченка. Економіка, № 8(149).  — К., 2013.  — С. 58 —62.
- Чеберяко О. В., Лобода Г. Б. Моделі фінансових посередників та їх класифікація в Україні //Економічний часопис — XXI. № 7 —8 (1).  — 2013.  —С.72 —76.
- Чеберяко О. В. Інституційне забезпечення бюджетного процесу в УСРР у 1920 —ті рр. // Економічний вісник Університету. Збірник наукових праць учених та аспірантів.  — Вип.21/2.  — Переяслав —Хмельницький., 2013.  — С.241 —247.
- Чеберяко О. В. Вплив грошової реформи 1920 —х років на бюджетні відносини в Українській СРР // Вісник Полтавської державної аграрної академії. Науково-виробничий фаховий журнал, 2014, № 1(72).  — С. 75 —82.
- Чеберяко О. В. Інвестиційні фонди на фондовому ринку//Науковий часопис НПУ імені М. П. Драгоманова. Серія № 18. Економіка і право: зб. наукових праць.  — Випуск 25.  — Видавництво НПУ імені М. П. Драгоманова, 2014.  — С.70 —87.
- Чеберяко О. В., Лобода Г. Б. Особливості державного регулювання діяльності фінансових посередників в Україні // Вісник Київського Національного університету імені Тараса Шевченка. Економіка, 2014.  — № 1(154).  — С. 33 —40.
- Чеберяко О. В., Лобода Г. Б. Економічна сутність та призначення фінансових посередників в Україні// Бізнес інформ, 2014, № 3.  — С. 334 —341.
- Чеберяко О. В. Формування нових фондових бірж країн близького сходу // Актуальні проблеми міжнародних відносин. Збірник наукових праць.-Випуск 119 (частина1), 2014.  — С. 107 —118.